# Bilur, Virajpet
Bilur là một làng thuộc tehsil Virajpet, huyện Kodagu, bang Karnataka, Ấn Độ.